# Drammen Bandy
Drammen Bandy, bildad 16 juni 1997, är en bandyklubb i Drammen. Klubben har spelat flera säsonger i Norges högstadivision.